# 1612

## Родени
- Петър Парчевич, български католически епископ
- Луи Льо Во, френски архитект

## Починали
- Федерико Барочи, италиански художник
- 14 април – Сасаки Коджиро, японски мечоносец
- 12 септември – Василий IV, цар на Русия